# Here's to You Gang!
Albums de The Scabs
For All the Wolf Calls
(1984)
Here's to You Gang!, sorti en 1983, est un EP du groupe de rock belge The Scabs.

## L'album
Seul album avec le guitariste Francis Vangeel. Premier EP réalisé par les Scabs après avoir sorti deux singles autoproduits. Toutes les compositions ont été écrites par les membres du groupe.

## Les musiciens
- Guy Swinnen : voix, guitare
- Francis Vangeel : guitare
- Berre Bergen : basse
- Frankie Saenen : batterie

## Liste des titres
1. Waste My Breath - 3 min 49 s
2. Is This Life ? - 3 min 51 s
3. I Don't Want Your Company - 2 min 47 s
4. Trapped By the Rain - 3 min 46 s
5. Matchbox Car - 3 min 16 s

## Informations sur le contenu de l'album
- Trapped By the Rain et Matchbox Car sont également sortis en singles
- Philippe Terryn joue du saxo sur Is This Life ?